# Centrolene ballux
A Centrolene ballux a kétéltűek (Amphibia) osztályába, a békák (Anura) rendjébe, ezen belül az üvegbékafélék (Centrolenidae) családjának Centrolene nemzetségébe tartozó üvegbéka fajta.

## Előfordulása
Kolumbiában és Ecuadorban  található endemikus faj.
Természetes élőhelye a szubtrópusi és trópusi nedves hegyi erdők és folyóvizek. A fajt élőhelyének pusztulása veszélyezteti.